# Euaspis lorenzae
Euaspis lorenzae là một loài ong trong họ Megachilidae. Loài này được Baker miêu tả khoa học đầu tiên năm 1995.